# Мальта (королівство Співдружності)
Держава Мальта (мальт. Stat ta’ Malta) — колишня країна, котра була конституційною (парламентарною) монархією у складі Співдружності, з королевою Єлизаветою II як главою держави (Королева Мальти, Reġina ta' Malta). Попередниця сучасної держави Мальта.

## Історія
Територія держави перебувала під британським управлінням до 1964 року (як коронна колонія), коли Акт британського парламенту трансформував колонію у незалежну суверенну державу на чолі з Британським монархом. Голова держави одночасно також був очільником інших країн-членів Співдружності, його роль виконував призначений Генерал-губернатор.
У країні діяла система демократії на чолі з очільником уряду — Прем'єр-міністром. У 1974 році систему було змінено запровадженням нової Конституції.

### Прем'єр-міністри
- 21 вересня 1964 — 21 червня 1971 — Джордж Борг Олівер[2]
- 21 червня 1971 — 13 грудня 1974 — Домінік Мінтофф